# Jiudaoxiang (ort i Kina, Hubei Sheng, lat 31,67, long 110,13)
Jiudaoxiang (kinesiska: 九道乡) är en ort i Kina. Den ligger i provinsen Hubei, i den centrala delen av landet, omkring 410 kilometer väster om provinshuvudstaden Wuhan. Antalet invånare är 8 675. Befolkningen består av 4 094 kvinnor och 4 581 män. Barn under 15 år utgör 12,0 %, vuxna 15-64 år 74 %, och äldre över 65 år 13,0 %.
Runt Jiudaoxiang är det ganska glesbefolkat, med 24 invånare per kvadratkilometer. Det finns inga andra samhällen i närheten. I omgivningarna runt Jiudaoxiang växer i huvudsak blandskog.
Genomsnittlig årsnederbörd är 1 180 millimeter. Den regnigaste månaden är september, med i genomsnitt 207 mm nederbörd, och den torraste är december, med 12 mm nederbörd.